# Annona malmeana
Annona malmeana R.E.Fr. – gatunek rośliny z rodziny flaszowcowatych (Annonaceae Juss.). Występuje endemicznie w Brazylii – w stanach Bahia, Goiás, Mato Grosso, Minas Gerais i São Paulo oraz w Dystrykcie Federalnym. 

## Morfologia
PokrójZimozielony krzew dorastający do 1,5–3 m wysokości.
LiścieMają kształt od odwrotnie owalnego do owalnego. Mierzą 4–18 cm długości oraz 2,5–11 szerokości. Są omszone od spodu. Liść na brzegu jest całobrzegi. Wierzchołek jest ostry.
KwiatySą pojedyncze. Rozwijają się na szczytach pędów. Mają 6 płatków o białej barwie.
OwoceMają owalny kształt.

## Biologia i ekologia
Rośnie w cerrado. Występuje na wysokości od 500 do 1200 m n.p.m.